# 沃克嶺
72°34′S 168°22′E / 72.567°S 168.367°E
沃克嶺（英語：Walker Ridge），是南極洲的山嶺，位於維多利亞地的博克格雷溫克海岸，處於斯塔福德冰川和珊瑚海冰川之間，屬於登山家山脈的一部分，美國地質調查局根據測量和該國海軍的空中照片繪入地圖，現時由南極條約體系管理。